# آرامگاه شیخ احمد بلده
مقبره شیخ احمد بلده مربوط به سدهٔ ۸ و ۹ ه.ق است و در شهرستان نور، بخش بلده، شهر بلده واقع شده و این اثر در تاریخ ۲۶ اسفند ۱۳۸۶ با شمارهٔ ثبت ۲۲۰۳۵ به‌عنوان یکی از آثار ملی ایران به ثبت رسیده است.